# Велика Кладуша
Велика Кладуша (босн. і хорв. Velika Kladuša, серб. Велика Кладуша) — місто на крайньому північному заході Боснії і Герцеговини, на території Федерації Боснії і Герцеговини, центр однойменної громади.

## Положення
Місто лежить у Боснійській Країні. Його центр міститься приблизно за 2 км від кордону з Хорватією.

## Історія
Велика Кладуша вперше згадується 30 жовтня 1280 під іменем «Cladosa». Припускається, що за часів Візантійської імперії населення міста почало повільно зростати. З Х століття до 1464 року Велика Кладуша була під урядуванням Хорватського королівства. Близько 1464 Османська імперія почала проникати в цей край. 1558 року місто було розорено, а 1633 року його було остаточно завойовано. Велика Кладуша пізніше стала центром османської експансії на сусідню Хорватію, а також решту Європи. На початку окупації Боснії і Герцеговини з боку Австро-Угорщини 1878 року Велика Кладуша стала одним з найбільших осередків опору в краї. Водночас, місто розвивалося, відкривалися школи, вводилися земельні реєстри, зводилися мечеті і католицькі церкви.
На початку 1980-х років Велика Кладуша пережила найбільший за всю свою історію економічний розквіт. До цього найбільше спричинився потужний продовольчий концерн «Агрокомерц», який перетворив Велику Кладушу і всю громаду з однієї із найбідніших в Югославії на одну з найбагатших. Велика Кладуша в той час називалася «Швейцарією Югославії» через свій невеличкий розмір, але велику заможність, а іноді і «Каймановими островами на Балканах».
Під час війни у Боснії і Герцеговині з 1993 по 1995 рік Велика Кладуша була центром Республіки Західної Боснії під керівництвом Фікрета Абдича.

## Населення
Згідно з останнім офіційним югославським переписом 1991 року, Велика Кладуша налічувала 6 902 жителі.
| Велика Кладуша      |                 |                 |                 |
| рік перепису        | 1991            | 1981            | 1971            |
| мусульмани          | 5.391 (78,10 %) | 3.823 (73,43 %) | 2.343 (82,76 %) |
| серби               | 540 (7,82 %)    | 515 (9,89 %)    | 226 (7,98 %)    |
| хорвати             | 186 (2,69 %)    | 202 (3,88 %)    | 131 (4,62 %)    |
| югослави            | 586 (8,49 %)    | 598 (11,48 %)   | 68 (2,40 %)     |
| інші та невизначені | 199 (2,88 %)    | 68 (1,30 %)     | 63 (2,22 %)     |
| усього              | 6 902           | 5 206           | 2 831           |

## Уродженці
- Адис Нуркович (* 1986) — боснійський та косовський футболіст.
- Зузі Зу — югославська та боснійська співачка.